# Asociación Continental Americana de Trabajadores

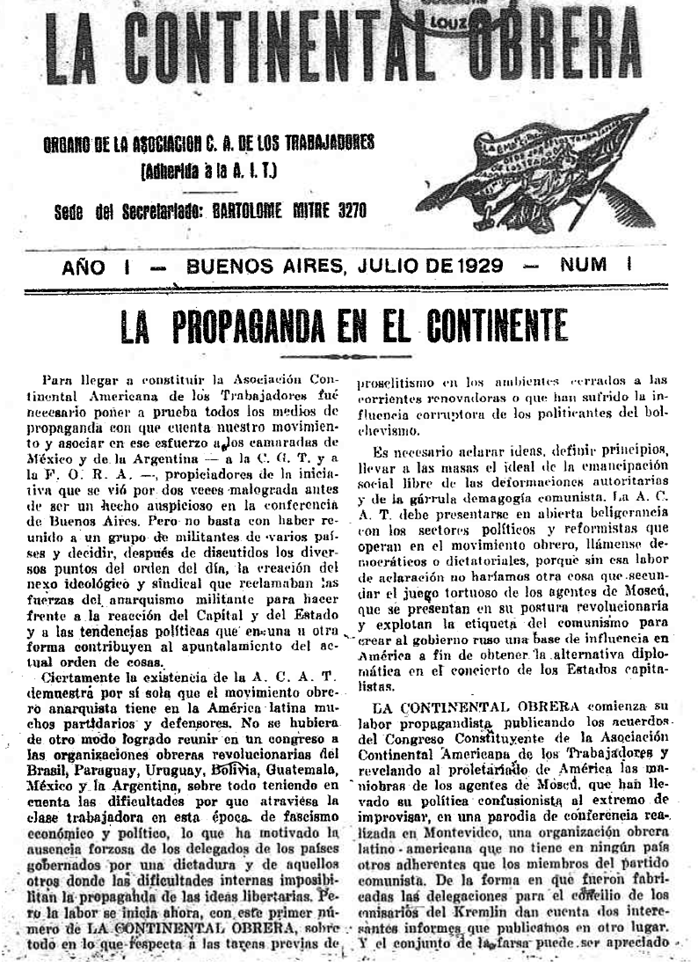
Primer número de La Continental Obrera, órgano de la ACAT.

La Asociación Continental Americana de Trabajadores (ACAT) era una asociación de sindicatos del anarcosindicalismo, fundada en 1929 en Buenos Aires, Argentina, con la intención de ser la rama de la Asociación Internacional de los Trabajadores (AIT) en América Latina. Tuvo primero su central en Buenos Aires, pero a causa de una dictadura en ese país tuvo que ser trasladada al Uruguay, primero, luego a Chile.

## Conformación
En mayo de 1929 la Federación Obrera Regional Argentina convocó un congreso de todos los países sudamericanos, que se reunió en Buenos Aires. La AIT mandó a uno de sus secretarios, Augustin Souchy. En dicho congreso, aparte de la sección Argentina tuvieron representación: Paraguay, por el Centro Obrero del Paraguay; Bolivia, por la Federación Local de la Paz, la Antorcha y Luz y Libertad; México, por la Confederación General de Trabajadores; Guatemala, por el Comité pro Acción Sindical; Uruguay, por la Federación Regional Uruguaya. Estuvieron presentes los delegados de siete Estados brasileños. Costa Rica estuvo representada por la organización Hacia la Libertad. Desde Chile llegaron delegados de los Trabajadores Industriales del Mundo.

## Deriva
La organización no alcanzó a tener el impacto significativo como para no dejar perder terreno al anarcosindicalismo dentro del movimiento laboral latinoamericano, frente a la izquierda latinoamericana y el populismo, en el transcurso de la década de los 30. La tendencia no pudo revertirse, ni con la llegada de los exiliados españoles de la Federación Anarquista Ibérica luego de su derrota en la guerra civil española, por lo que la ACAT desapareció. 
Varias décadas después, para 1997, un congreso de la contemporánea AIT decidió el inicio de un proceso de reconstrucción ante algunas leves señales de resurgimiento del anarquismo en los 90 (https://www.acat-ait.org).